# Actua Soccer 2
Actua Soccer 2 è un videogioco di calcio sviluppato da Gremlin Interactive e uscito nel 1997. È il seguito di Actua Soccer (1995) e fa parte della serie Actua Sports, che include anche Actua Golf, Actua Tennis e Actua Pool.

## Contesto storico
Negli anni 1990 i giochi di simulazione sportiva stavano passando dalla grafica bidimensionale alla piena tridimensionalità. La serie Actua Soccer, sviluppata a Sheffield da Gremlin Interactive, è stata una delle prime a usare giocattori interamente poligonali, offrendo un’esperienza più immersiva rispetto alle prime versioni 3D di FIFA. Il primo capitolo, pubblicato nel 1995 per PlayStation, Sega Saturn e PC, includeva motion capture fatto con i calciatori dello Sheffield Wednesday e la telecronaca di Barry Davies. Dopo Actua Soccer: Club Edition (1996), che aggiungeva tutte le squadre della Premier League, Gremlin uscì con Actua Soccer 2, che manteneva la grafica tridimensionale ma introduceva tecnologie più moderne.

## Sviluppo e caratteristiche
Actua Soccer 2 riproduce la stagione internazionale 1997-1998 e usa il motion capture di un giovane Michael Owen, oltre alla collaborazione di Alan Shearer, che scelse una squadra All-Star con giocattori come Bobby Moore, David Beckham e Pelé. La versione internazionale non aveva club, ma in alcuni paesi, come l’Italia, fu distribuita un’edizione speciale con la Serie A completa e telecronaca in italiano di Daniele Massaro. Il comparto grafico era ottimizzato per le schede grafiche più potenti dell’epoca, offrendo effetti metereologici e buona fluidità. Il gioco venne anche venduto in bundle con la Creative Voodoo 2, sfruttando le nuove potenzialità delle GPU. Era presente anche un editor per creare e personalizzare nuove squadre.

## Accoglienza
La critica apprezzò sopratutto la grafica pulita e gli effetti atmosferici, ma notò che la giocabilità era simile al titolo precedente e che mancavano club in molte versioni. La scarsità di licenze fu una delle ragioni per cui il gioco non riuscì a contrastare FIFA 98.

## Riedizione su Steam
Il 10 ottobre 2022 Actua Soccer 2 è stato ripubblicato su Steam da Pixel Games. Questa versione mantiene il gameplay originale ma aggiunge funzioni come salvataggi rapidi, compatibilità con controller moderni, rimappatura dei comandi e opzioni di scaling e smoothing delle texture.